# Spareckzins
Der Spareckzins ist im deutschen Kreditwesen der Zinssatz für Spareinlagen mit einer Kündigungsfrist von drei Monaten.

## Allgemeines
Ursprünglich wurde der Begriff Spareckzins für den Zinssatz verwendet, der in der im April 1967 aufgehobenen Habenzinsverordnung geregelt worden war und 3 % betrug. In der früheren Bundesbank-Zinsstatistik wurde mit Spareckzins seit Mai 1967 der durchschnittliche Zinssatz für Spareinlagen mit gesetzlicher, ab Juli 1993 mit dreimonatiger Kündigungsfrist bezeichnet. Die für den Spareckzins verwendeten Spareinlagen mit dreimonatiger Kündigungsfrist wurden ab November 1996 als Spareinlagen mit Mindest-/ Grundverzinsung bezeichnet. Im allgemeinen Sprachgebrauch wird seitdem dieser Begriff oft für den durchschnittlichen Zinssatz für Spareinlagen mit dreimonatiger Kündigungsfrist benutzt.
Im Januar 2003 wurde die Bundesbank-Zinsstatistik durch die MFI-Zinsstatistik der EZB ersetzt. Hierin sind die „Spareinlagen mit dreimonatiger Kündigungsfrist mit Mindest-/Grundverzinsung“ (SU0022) in den „Einlagen von privaten Haushalten mit vereinbarter Kündigungsfrist bis 3 Monate“ (SUD105) enthalten. Diese Kategorie enthält jedoch auch weitere zugehörige Produkte, u. a. auch Spareinlagen, für die Treue- und/oder Wachstumsprämien gewährt werden. Dieser Zinssatz wird als volumengewichtete Durchschnittsverzinsung des gesamten Spareinlagenbestandes zum Monatsende berechnet.

## Funktion
In der Zinsstatistik der Deutschen Bundesbank („Zinssätze und Volumina für die Bestände und das Neugeschäft der deutschen Banken“) gibt es heute die Angabe eines Effektivzinssatzes für „Einlagen privater Haushalte mit vereinbarter Kündigungsfrist bis 3 Monate“. Er liegt seit Anfang 2013 unterhalb von 1 %.
Er dient bei so genannten Barkautionen im Rahmen von Mietverträgen nach § 551 Abs. 3 Satz 1 BGB als gesetzlicher Referenzzinssatz für die Verzinsung der als Sicherheit dienenden Mietkaution.